# Мотте

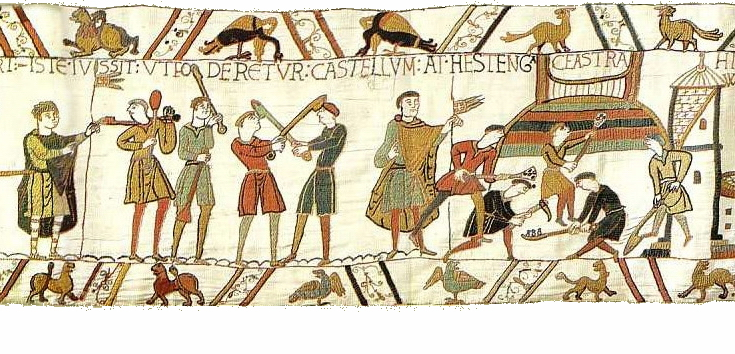
Нормани насипають мотте. Сцена з килиму з Байо. Остання чверть XI столяття.

Реконструкція замку з мотте кінця Х початку XI століття.

Мотте (motte) — елемент фортифікації замків, конусоподібний пагорб на якому зазвичай стояв донжон. Зустрічається в замковій архітектурі Європи — Франції, Німеччини, Англії. Перші мотте з'являються в кінці Х на початку XI століття. Це були невисокі конусоподібні пагорби зазвичай відносно невеликої висоти (5-7) метрів та невеликих розмірів — 10-15 метрів в діаметрі зверху і в кілька раз більше біля основи. Як правило верхній діаметр мотте в два й більше разів перевищує його висоту. В цілому мотте не були великими і майданчик на їх вершині був вельми незначного розміру. Наприклад мотте дуже великого замку Жізор було 20 метрів заввишки, 79 метрів діаметром в основі та 25 біля вершини. Первісно мотте служили підвищенням для дерев'яної сторожової вежі. З часом вежа стала більшою, почала будуватися з каменю — так виник донжон. З самого початку мотте мало не лише фортифікаційне але й символічно-статусне значення — показуючи вищість господаря замку над околицею. Мотте став настільки звичним елементом фортифікації в 11-12 століттях, що в баштах збудованих до їх появи часом засипали нижні 1-2 поверхи аби створити навколо донжона мотте.